# Janez Brglez
Janez Brglez, slovenski veterinar, * 6. oktober 1927, Videm pri Ptuju, † 19. april 2011, Ljubljana.

## Življenje in delo
Janez Brglez, brat veterinarke I. Brglez, je diplomiral 1954 na zagrebški Veterinarski fakulteti in prav tam 1960 tudi doktoriral. V letih 1954−1965 je bil zaposlen na Veterinarskem zavodu v Celju, 1965-1977 na Veterinarskem zavodu Slovenije v Ljubljani ter od 1977-1997 na veterinarskem oddelku Biotehniške fakultete v Ljubljani in bil 1970 prav tam izvoljen za rednega profesorja parazitologije ter invazijskih bolezni živali. Poleg samostojnih del je objavil več kot 300 člankov ter znanstvenih in strokovnih razprav v domači in tuji strokovni literaturi. Leta 1974 je prejel nagrado Sklada Borisa Kidriča in 1983 Kidričevo nagrado. Bil je dopisni član Hrvaške akademije znanosti in umetnosti (HAZU) 